# Kasima Stadion
A Kasima Labdarúgó Stadion (japánul: カシマサッカースタジアム), Kasima Szakká Szutadzsiamu) egy labdarúgó-stadion Kasimában, Japánban. A létesítmény 1992-ben épült és 1993-ban nyitotta meg kapuit. A 2002-es labdarúgó-világbajnokságra pedig felújításon esett át, befogadóképessége 40728 fő.
A világbajnokságon három csoportmérkőzést rendeztek itt.  A japán első osztályban (J1 League) szereplő Kasima Antlers otthona.

## Események

### 2002-es labdarúgó-világbajnokság
| Dátum           | Pályaválasztó | Eredmény | Vendég       | Forduló   |
| --------------- | ------------- | -------- | ------------ | --------- |
| 2002. június 2. | Argentína     | 1 – 0    | Nigéria      | F csoport |
| 2002. június 5. | Németország   | 1 – 1    | Írország     | E csoport |
| 2002. június 8. | Olaszország   | 1 – 2    | Horvátország | G csoport |

## Galéria

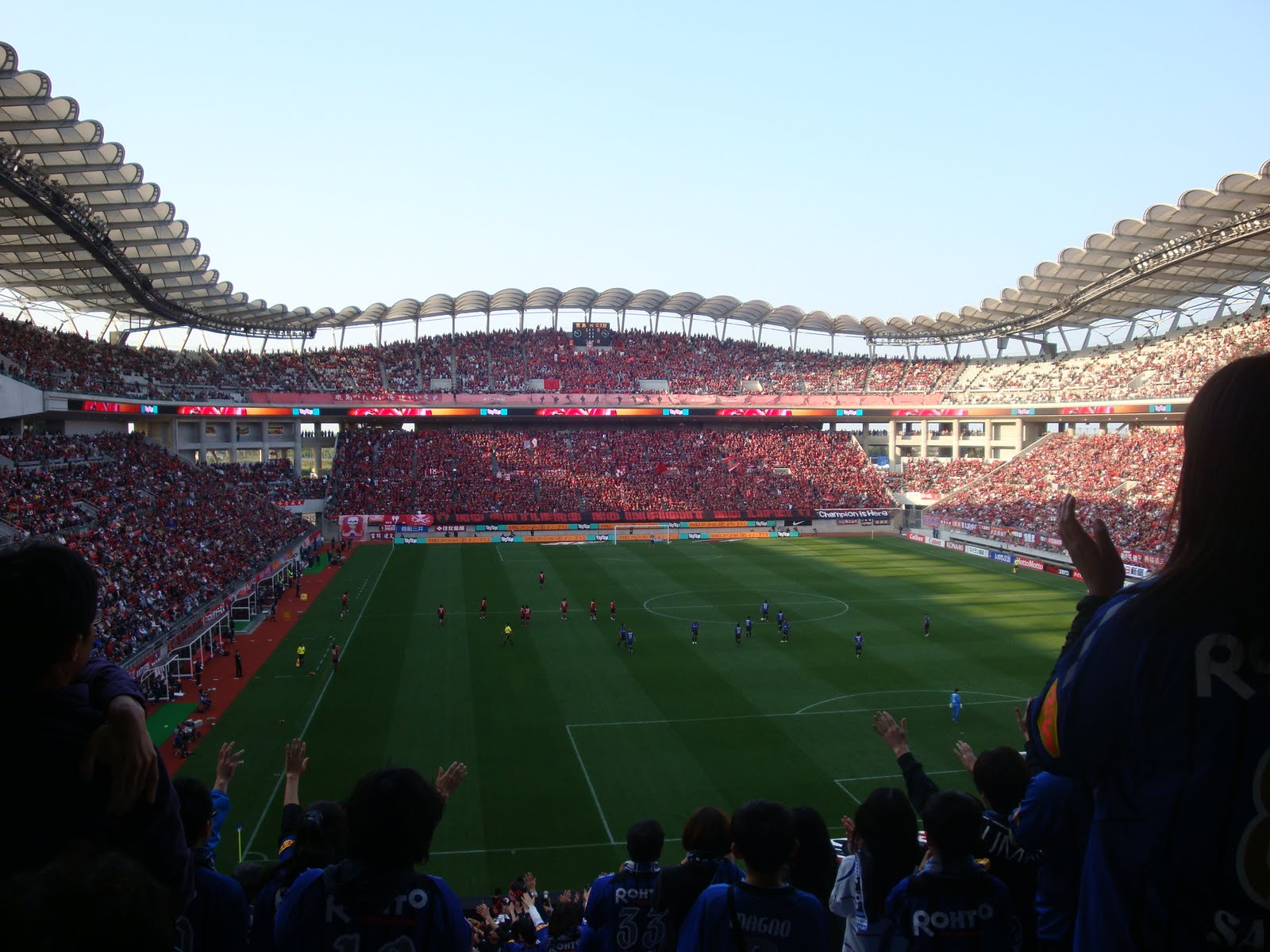
Panoráma
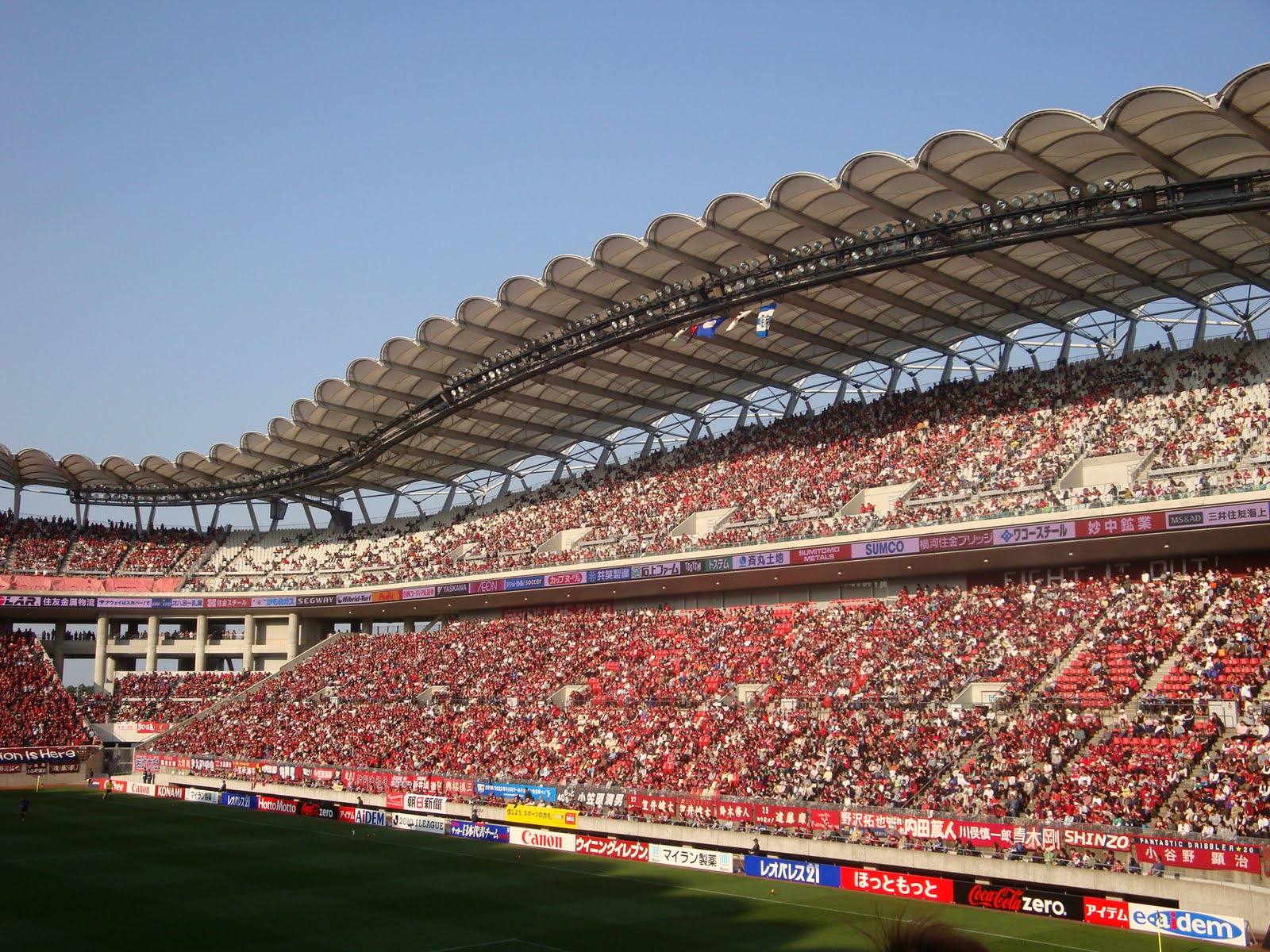
A stadion belülről
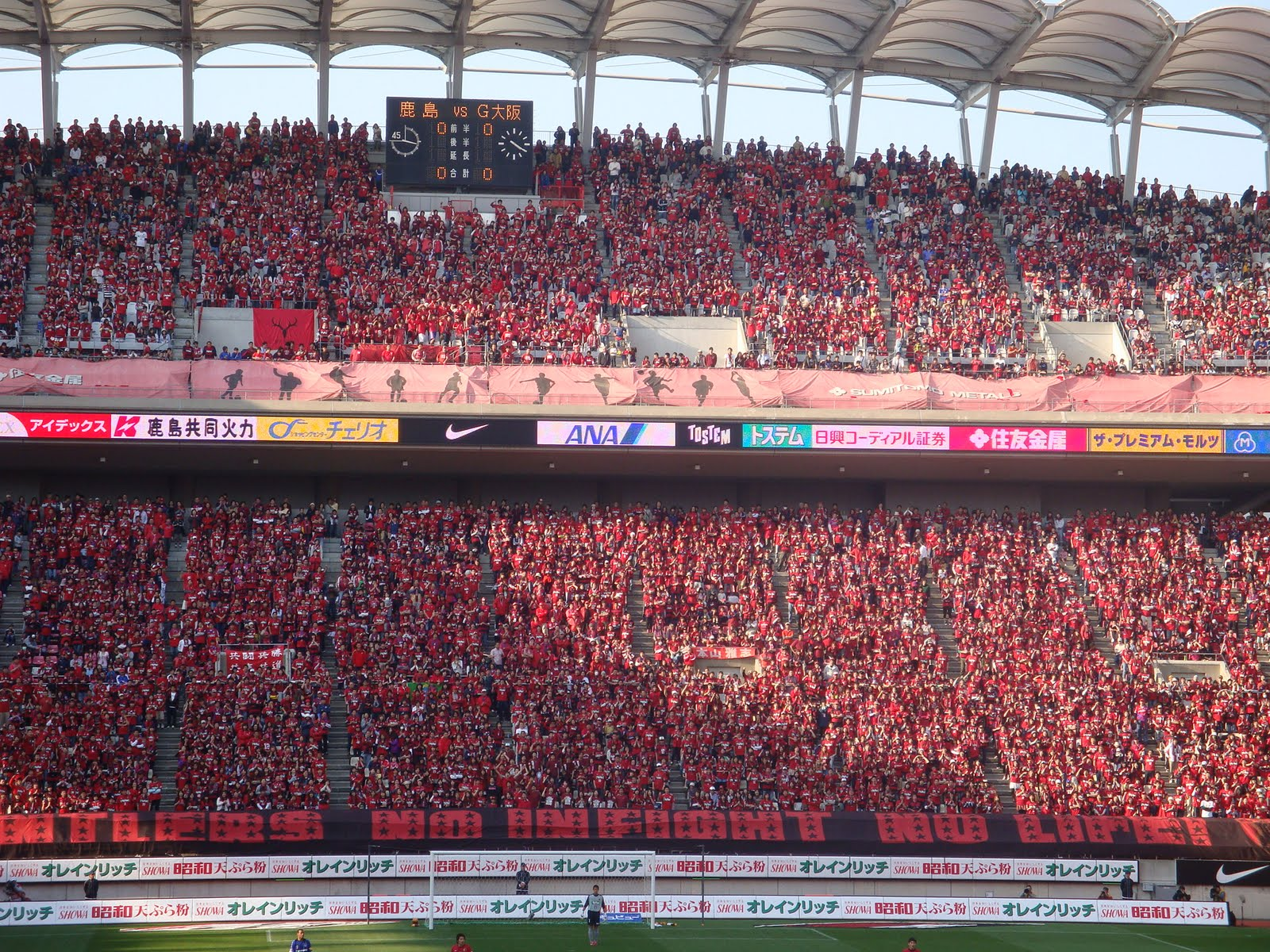
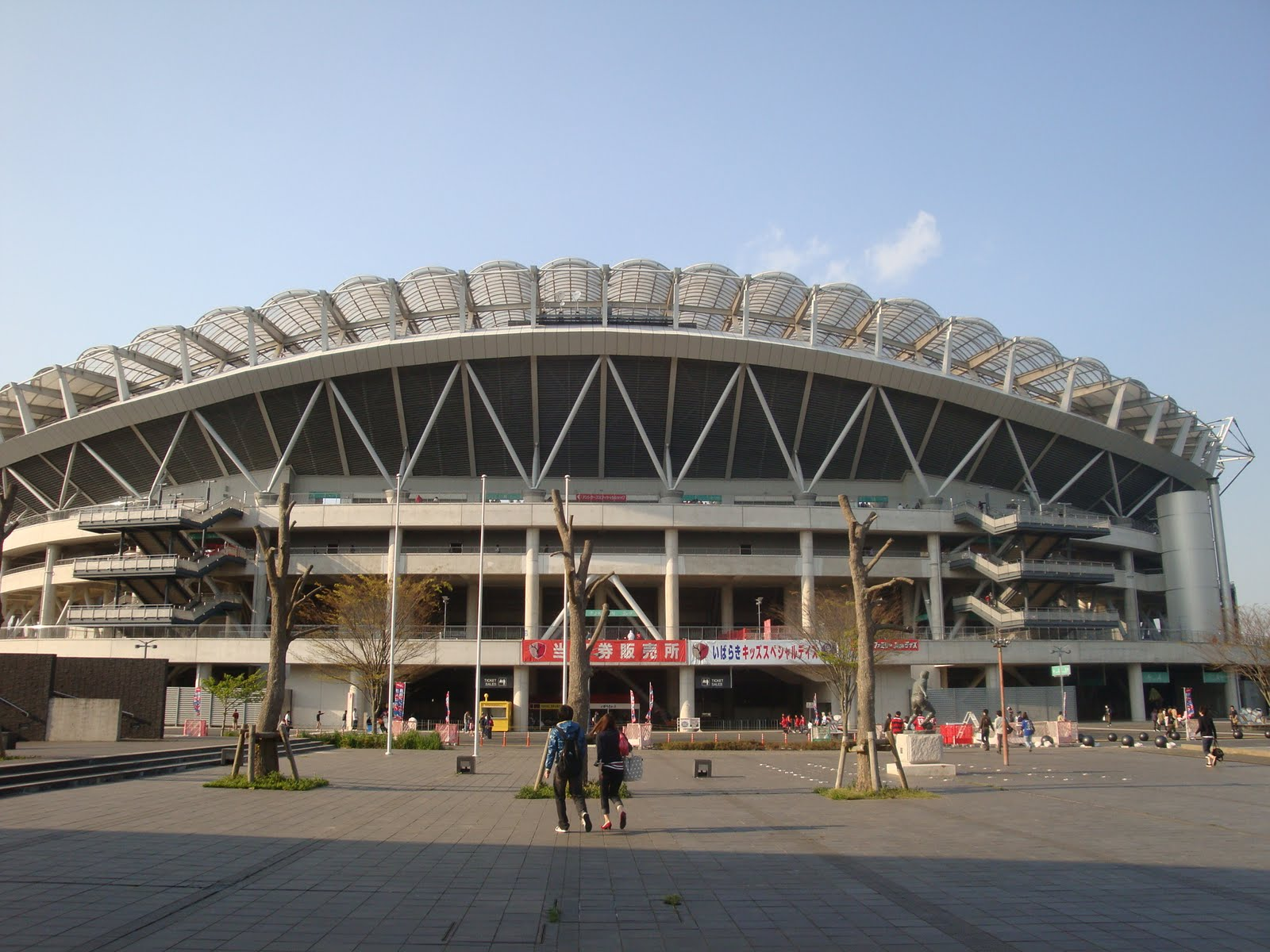
A stadion kívülről